# Milan Kamnik
Milan Kamnik, slovenski kantavtor, * 26. september 1957, Slovenj Gradec
Uglasbil je nekatera dela Prežihovega Voranca. V pesmarici Od pankrta do ibržnika je v koroškem narečju opisoval vsakdanjik prebivalcev Koroške.
Svoj prvi samostojni album je izdal leta 1996.

### Zgodnja leta
Otroštvo je preživel v Dobji vasi, pri 14-ih pa se je preselil na Ravne. Na Prevaljah se je izučil za stavbnega kleparja, srednjo strojno šolo pa je končal leta 1978 v Mariboru. Leta 1980 je začel delati v železarni na Ravnah.

### Glasba
Najprej je igral kitaro, nato po vzoru Boba Dylana še ustno harmoniko. V sedemdesetih letih je začel pod vplivom folk glasbe ustvarjati v duetu Kora (KOroška RAvne) s Tonijem Apohalom. Pred tem je igral v velenjskih Vitaminih. Leta 1997 si je pridobil status samostojnega kulturnega delavca. Po nekaj nastopih na mariborski Popevki vesele jeseni je izrazil nestrinjanje s tem festivalom, ker nekatera besedila na njem po njegovem niso bila narečna, prisotna pa je bila tudi »kuhinja«. Razmišljal je o organizaciji Koroškega narečnega festivala.

### Delo organizatorja
12. januarja 1990 je v Družbenem domu na Prevaljah odprl klub Levi devžej. Kot upravljavec letnega kopališča na Ravnah je bil soorganizator izbora Miss Koroške '93.

## Nagrade in priznanja
- srebrno Prežihovo priznanje za leto 1998[10]
- velika Prežihova plaketa za leto 2006[2][10]
- Prežihova plaketa za leto 2010[10]

## Festivali

### Popevka vesele jeseni(Festival narečnih popevk)
- 1979: "Grubanje" (kot član Dua Kora) - klopotca za besedilo in glasbo[11]
- 1983: "Moj dedi" (kot član Dua Kora) - nagrada za najboljše besedilo
- 1984: "Fršolnga" (kot član Dua Kora)
- 1989: "Skurne besiede" (kot član Dua Kora) - 3. nagrada za najboljše besedilo
- 1998: "Ibržnik" - nagrada za najboljše besedilo
- 2003: "Tiha voda vejke grabne dieva"
- 2004: "Znucan rukzok" - 2. nagrada za besedilo

## Diskografija

### Albumi
- Dolina smrti (Conan, 1996) (COBISS)

- Ibržnik (Conan, 1999) (COBISS)

- Je še kdo srečnejši kje? (Poseidon, 2001) (COBISS)

- Prežih in jaz: [šleka pac] (Eldorado, Melopoja, 2003) (COBISS)

- Brez narečja ni jezika: tiha voda vejke grabne dieva (samozaložba, Megaton Records, 2004) (COBISS)

- Denar [gnar] (2006)[12]

- Za mušt'r (Fancy music studio, 2010) (COBISS)

- 40 let - Grta pa dovta (samozaložba, 2014) (COBISS)